# Clemenskapelle (Trechtingshausen)

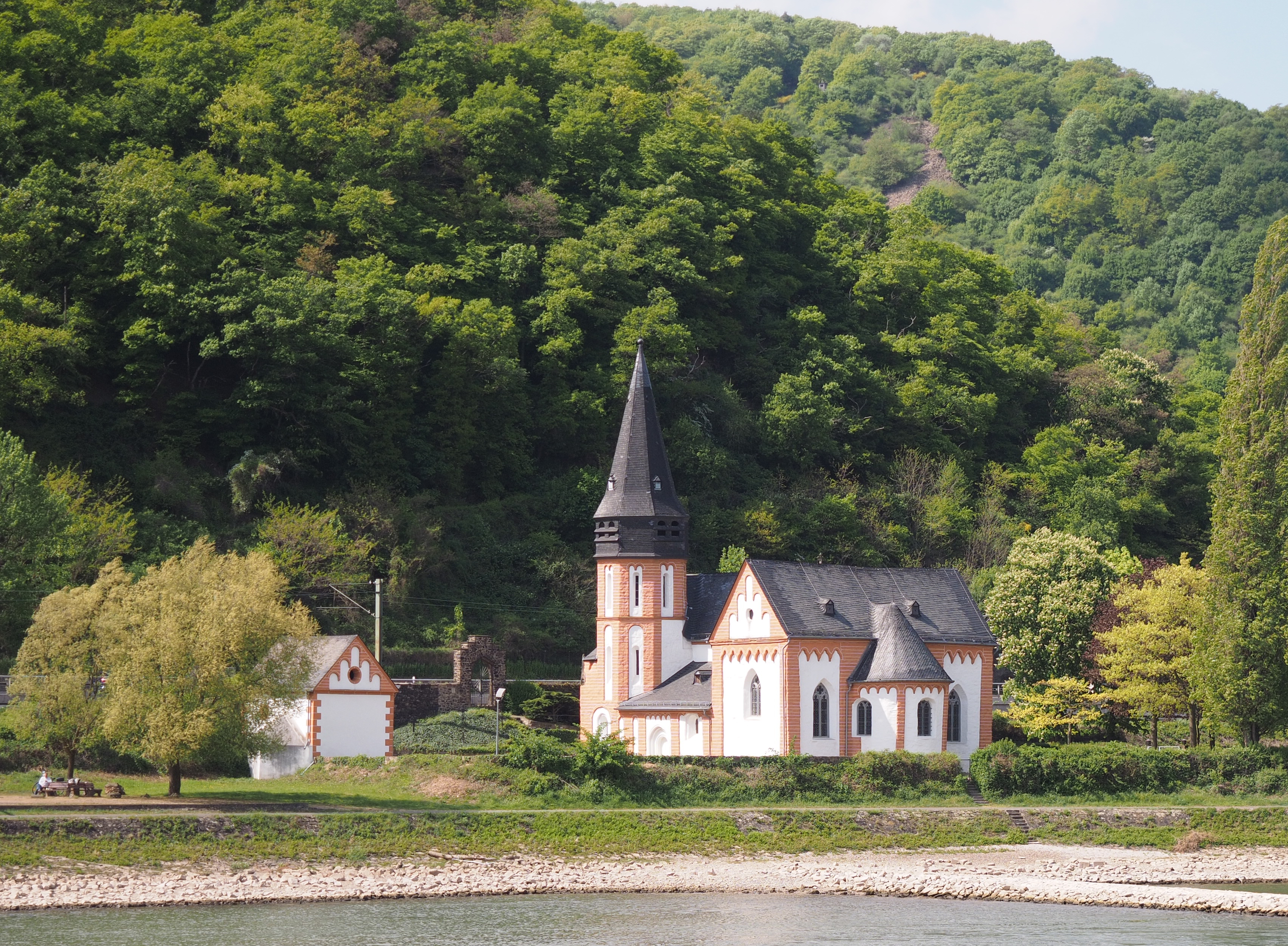
Clemenskapelle in Trechtingshausen von Südosten, links Michaelskapelle

Die Clemenskapelle bei Trechtingshausen ist ein spätromanisches Kirchengebäude am Mittelrhein. Seit 2002 ist die Clemenskapelle Teil des UNESCO-Welterbes Oberes Mittelrheintal.

## Lage und Baugeschichte
Die dem Hl. Clemens geweihte ehemalige Pfarrkirche und heutige Friedhofskapelle liegt ca. 1 km südlich des Ortes auf der Höhe von Burg Reichenstein unmittelbar am Rheinufer. Die Kirche entstand im zweiten Viertel des 13. Jahrhunderts und ist weitestgehend unverändert erhalten geblieben. Weihedatum und Bauherr sind offenbar nicht überliefert. Zur Zeit der Erbauung befand sich der „Sprengel St. Clemens“ im Besitz der Reichsabtei Kornelimünster. Die wesentlichsten spätere Veränderungen sind die gotischen Maßwerkfenster an Querhaus und Apsis und eine ebenfalls gotische Eckfiale am Turm. Bei der letzten Renovierung Ende des 20. Jahrhunderts wurde u. a. der farbige Außenverputz rekonstruiert.

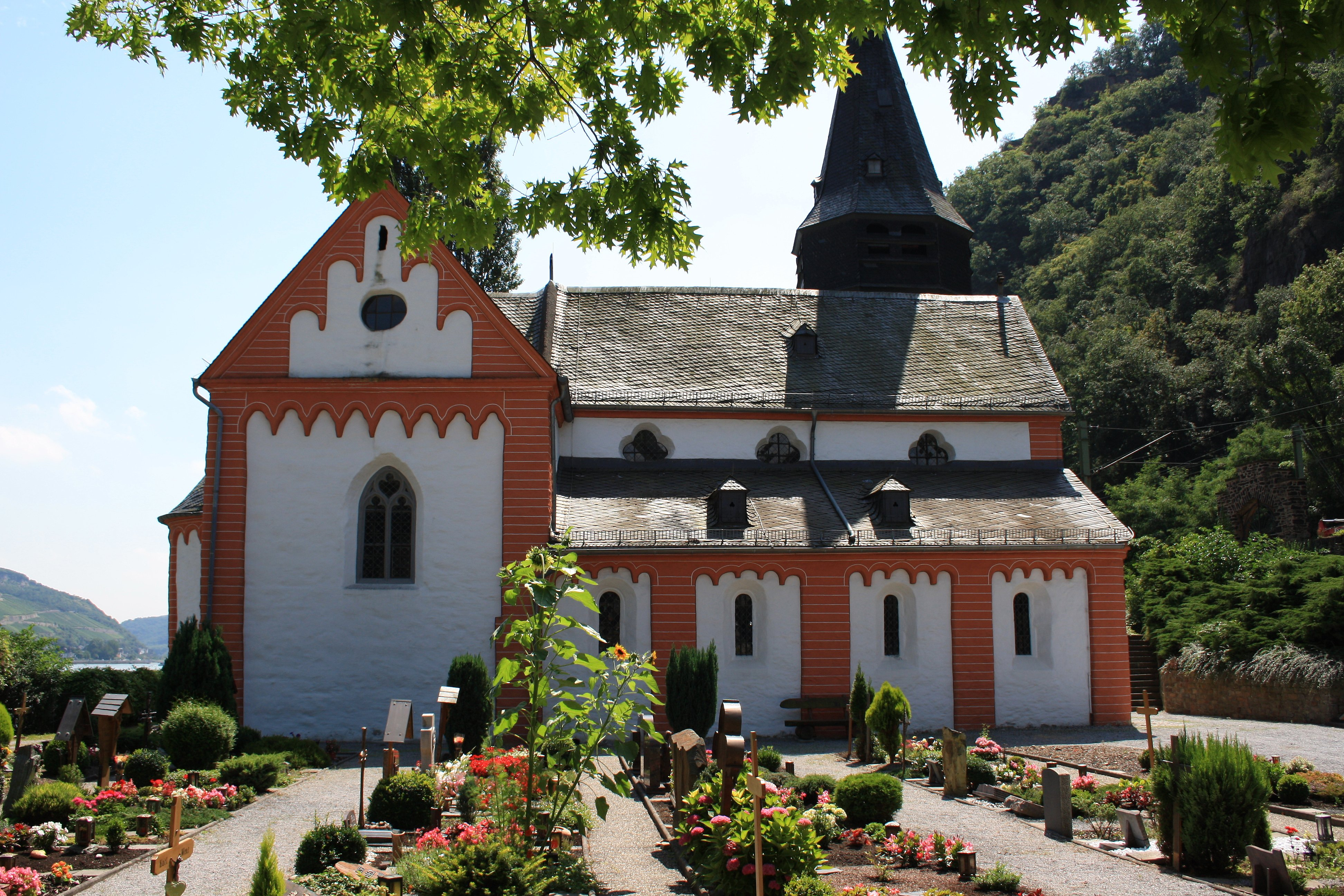
Clemenskapelle von Norden
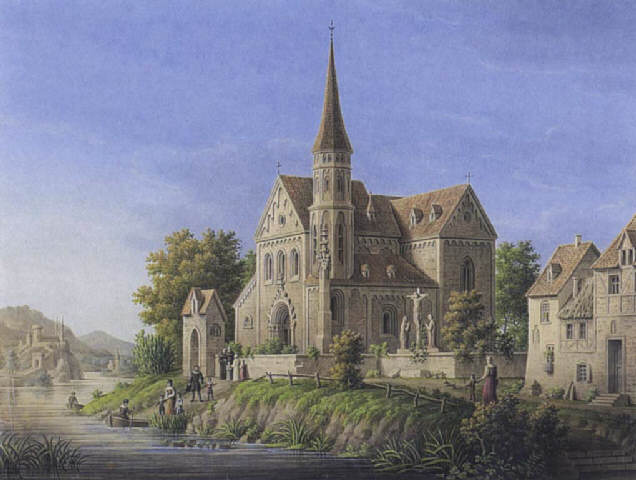
Clemenskapelle zu Anfang des 19. Jahrhunderts
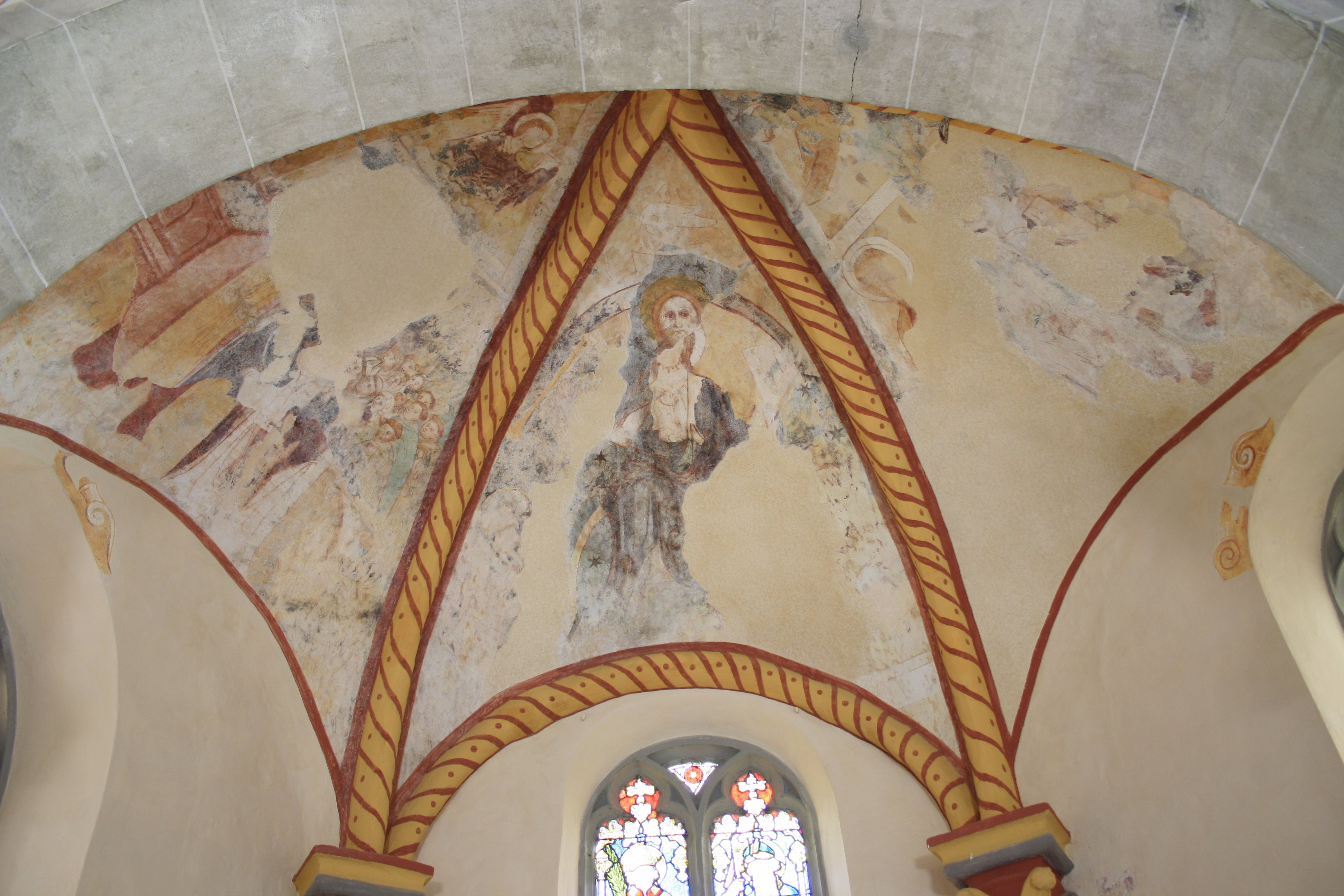
Freskofragmente im Apsisgewölbe
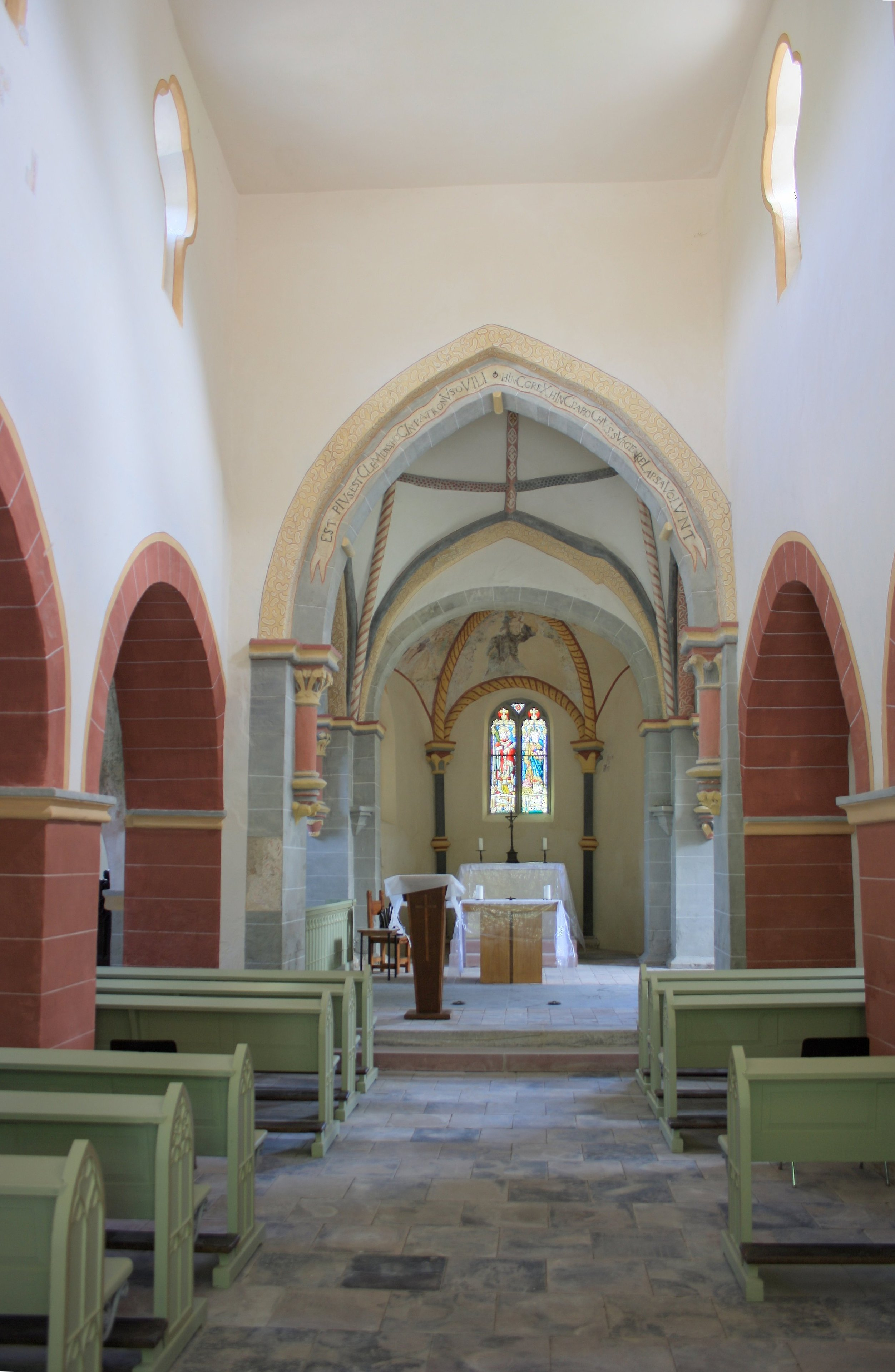
Langhaus nach Osten

## Anlage
Der Bau ist eine dreischiffige flachgedeckte Pfeilerbasilika mit kurzem Langhaus, fluchtendem Querhaus, Rundapsis und asymmetrischem Westturm. Querhaus und Chor heben sich in Innenbau vom Langhaus durch deutlich reichere architektonische Gestaltung wie Kreuzrippengewölbe und Runddienste mit Schaftringen ab und zeigen frühgotische Stilelemente. Über der Vierung erhebt sich ein zu einer Kuppel überhöhtes achtteiliges Rippengewölbe ähnlich dem der Peterskirche in Sinzig. Im Apsisgewölbe sowie im nördlichen Seitenschiff haben sich Fragmente von mittelalterlichen Fresken erhalten. Die farbliche Fassung der Architekturglieder im Inneren wurde nach 1945 rekonstruiert.
Auch der Außenbau ist durch Lisenen und Rundbogenfriese verhältnismäßig aufwendig gegliedert. Die knappe Höhe an den Seitenschiffen zwingt die Rundbogenfriese teilweise über die Fenster zu „kriechen“. Der Turm wird in den Obergeschossen achteckig und hat Fenster schmal wie Schießscharten. Im Westgiebel findet sich ein sechsteiliges Rosettfenster. Charakteristisch für die rheinische Romanik sind die kleeblattförmigen Obergadenfenster, wie sie am Mittel- und Niederrhein zahlreich vorkommen.

## Innenraum

### Chorgestühl
Zu den bemerkenswertesten Ausstattungsstücken zählen fünf Bankreihen eines Chorgestühls aus dem frühen 16. Jahrhundert mit z. T. figürlichen Schnitzereien sowie Miserikordien. Das übrige Kirchengestühl ist neugotisch und stammt aus dem 19. Jahrhundert.

### Epitaphien
Im Innenraum der Kirche finden sich 12 Epitaphien aus dem 15.–17. Jahrhundert, deren Inschriften teilweise gut erhalten, teilweise aber auch nicht mehr lesbar sind. Darüber hinaus finden sich zwei Bruchstücke.
Die Epitaphien waren ursprünglich im Boden eingelassen, wurden jedoch im 20. Jahrhundert aufgestellt, wodurch sich Wasserschäden einstellten. Nach einer Trocknung sind sie nun in einem stabilen Zustand.
Das wohl älteste und am besten erhaltene der Epitaphien zeigt den Mainzer Domherrn Philipp von Helfenstein († 1450).

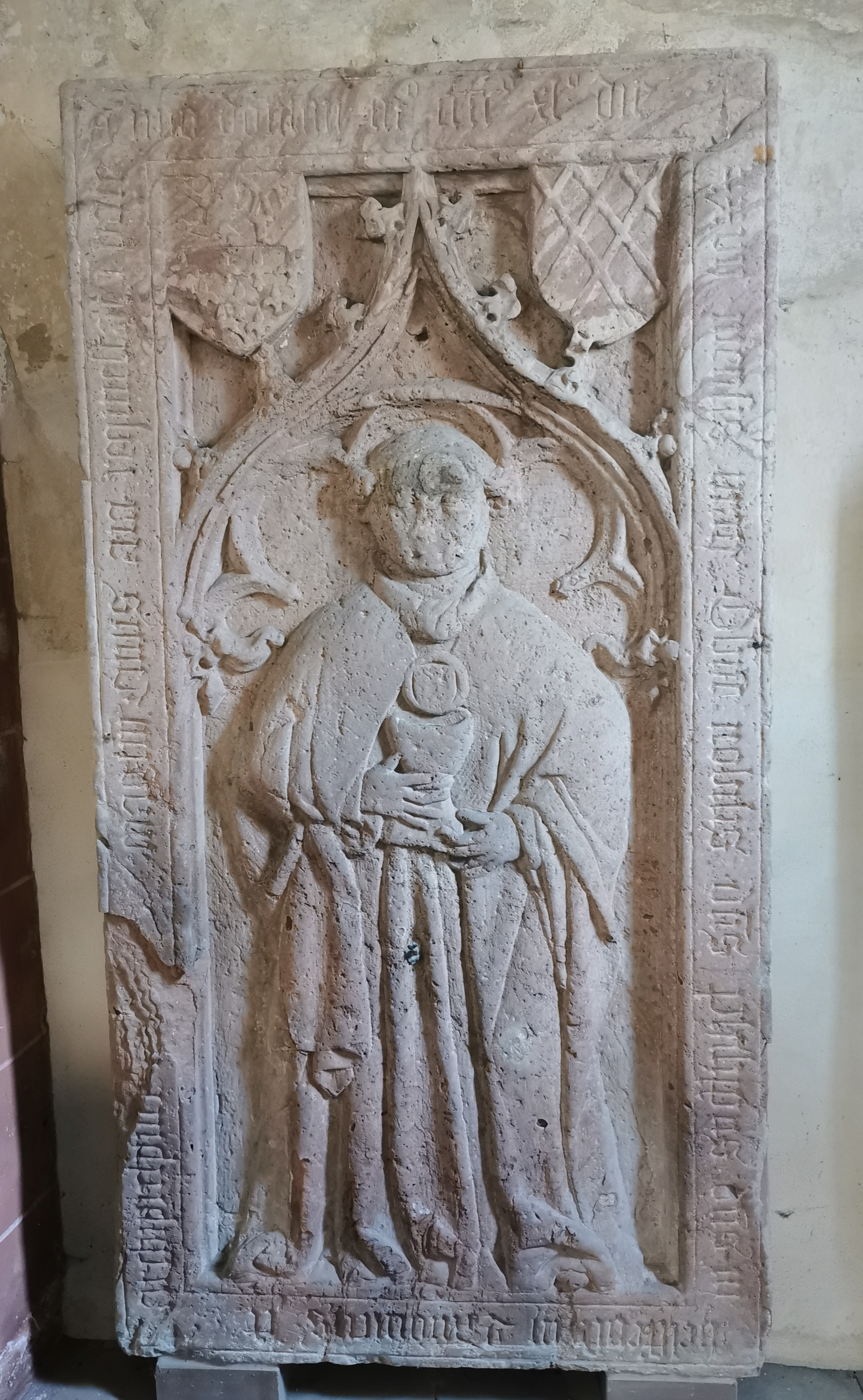
Epitaph des Mainzer Domherrn Philipp von Helfenstein († 1450)
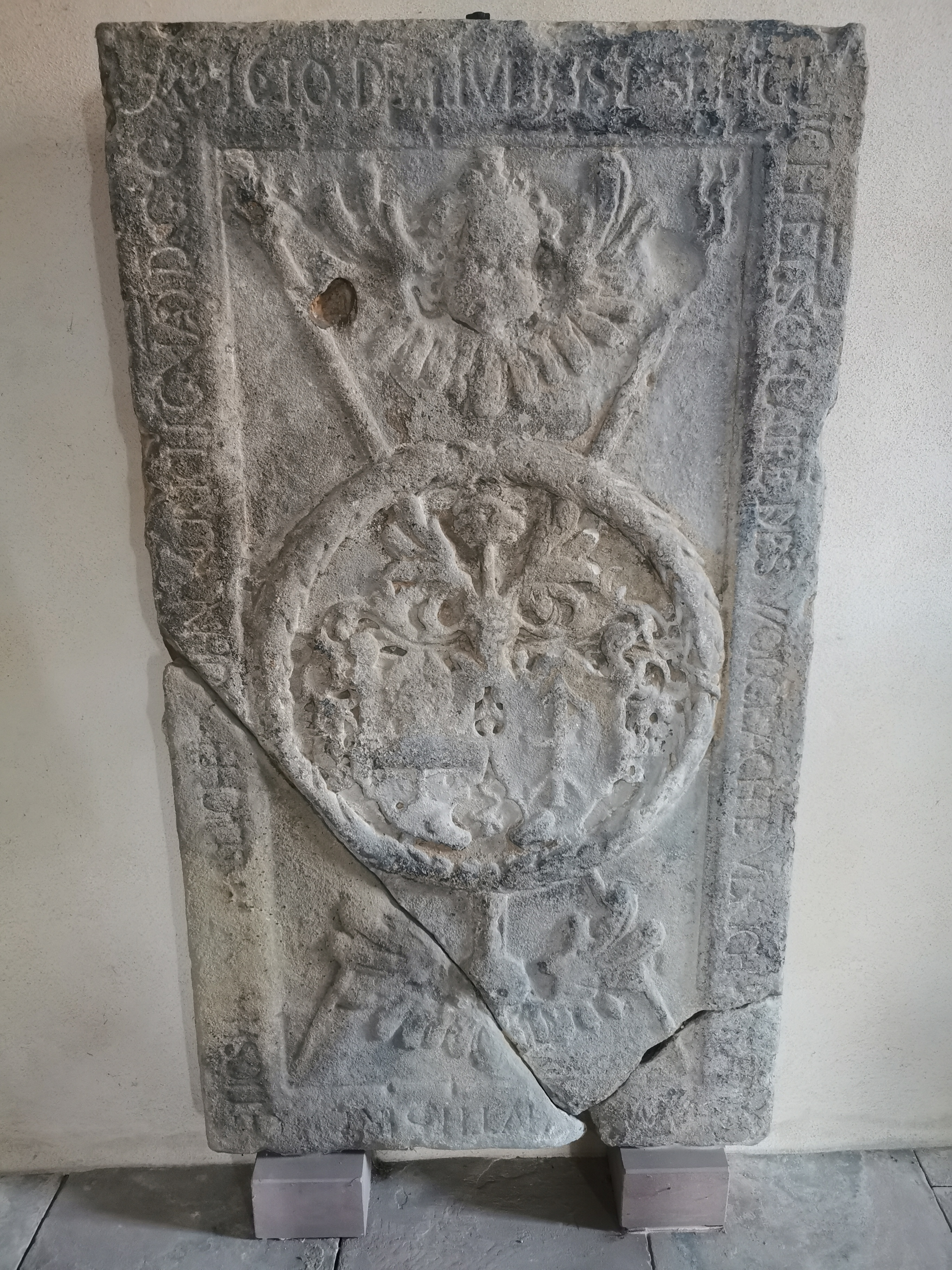
Epitaph einer unbekannten Person († 1610)
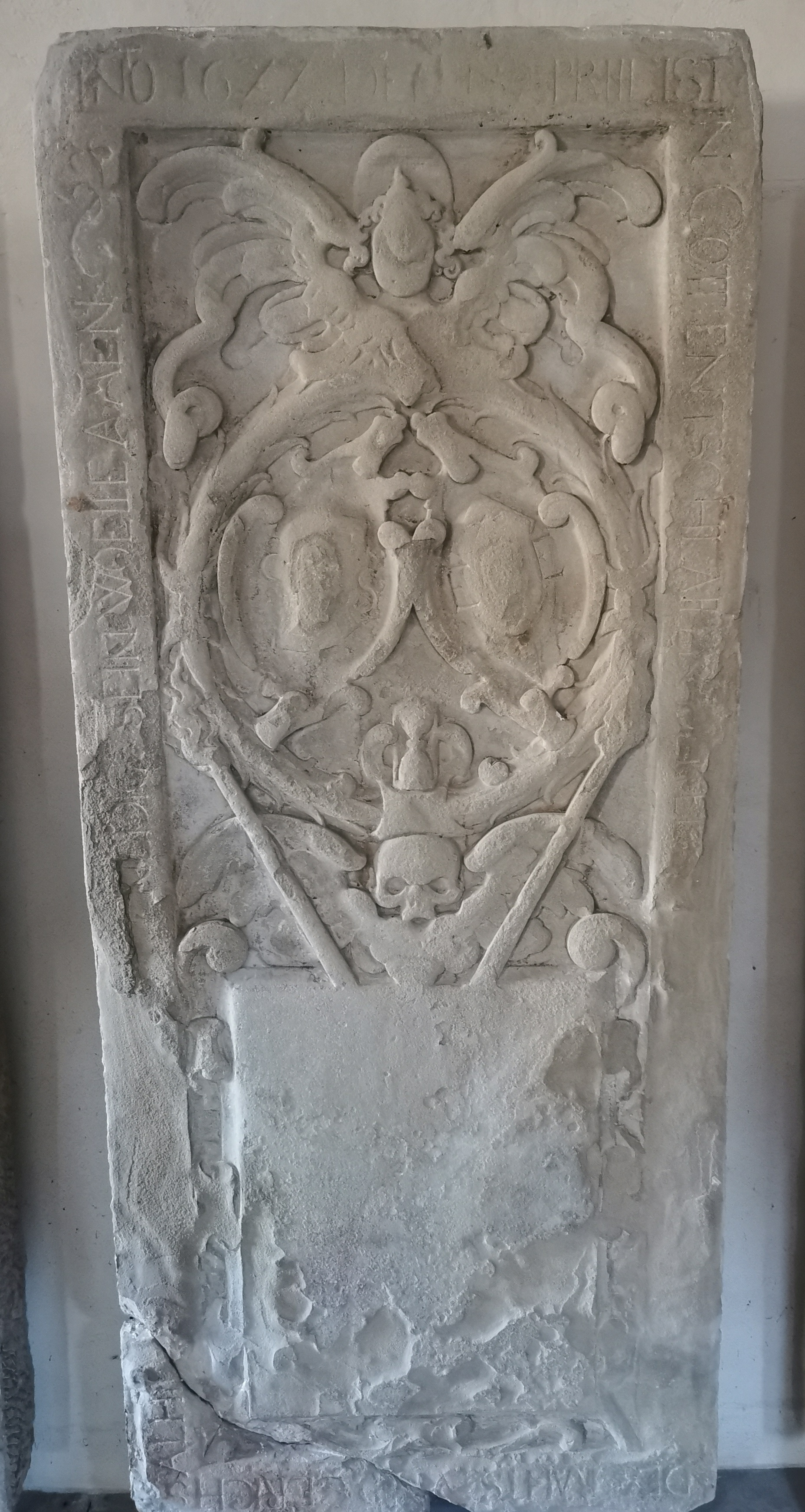
Epitaph einer unbekannten Person († 1622)
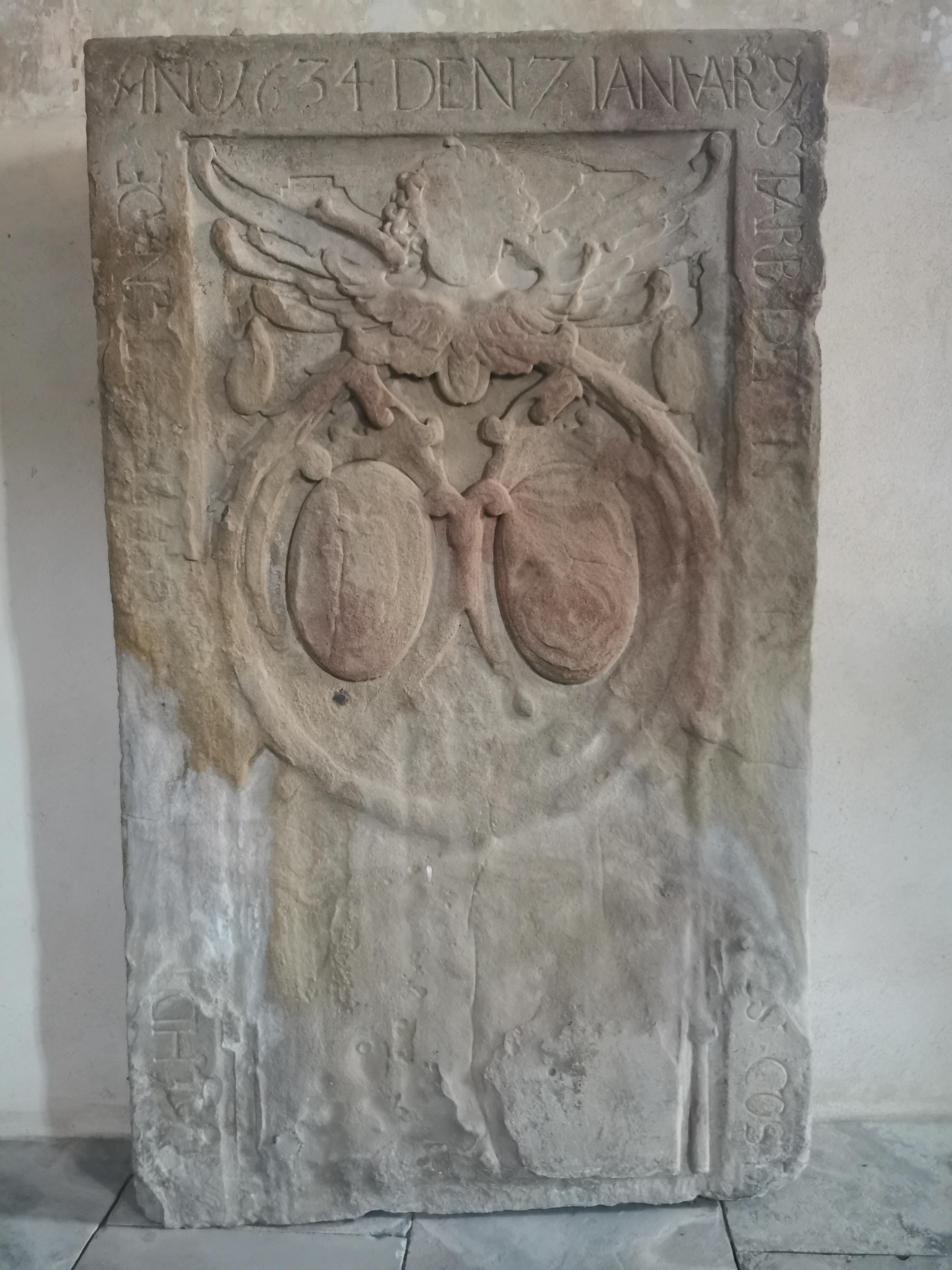
Epitaph einer unbekannten Person († 1634)
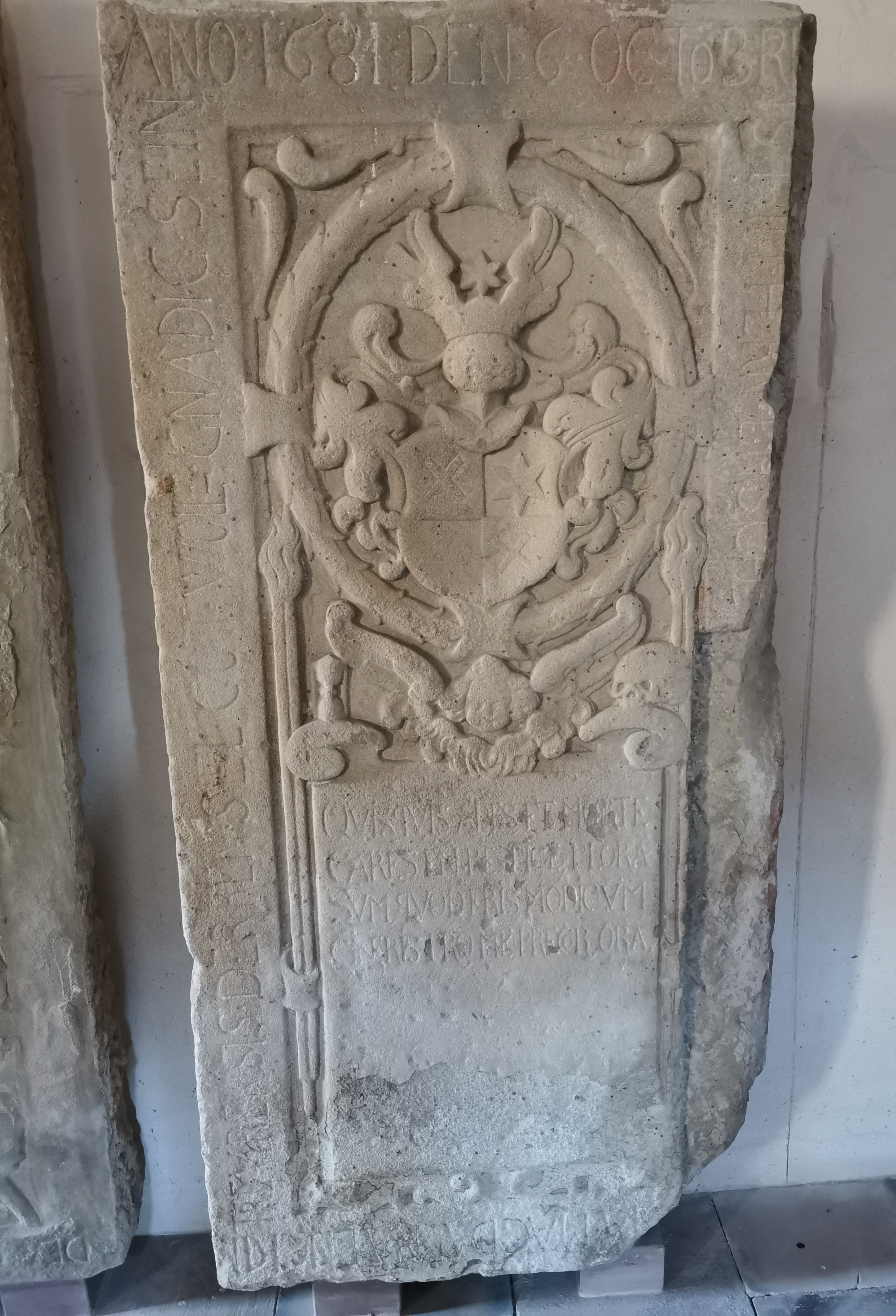
Epitaph einer unbekannten Person († 1681)
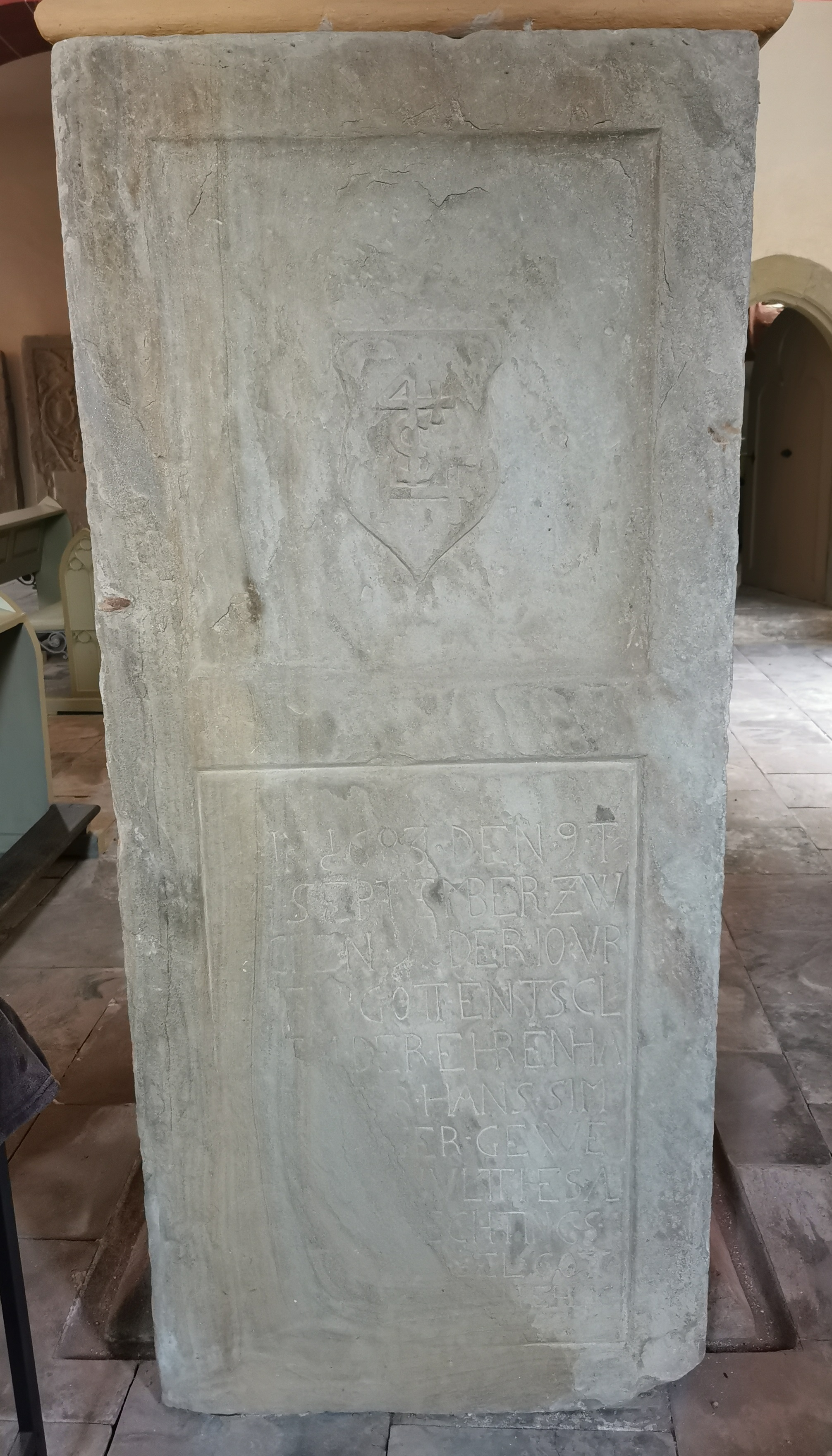
Epitaph des Hans Sim(...) († 1683)
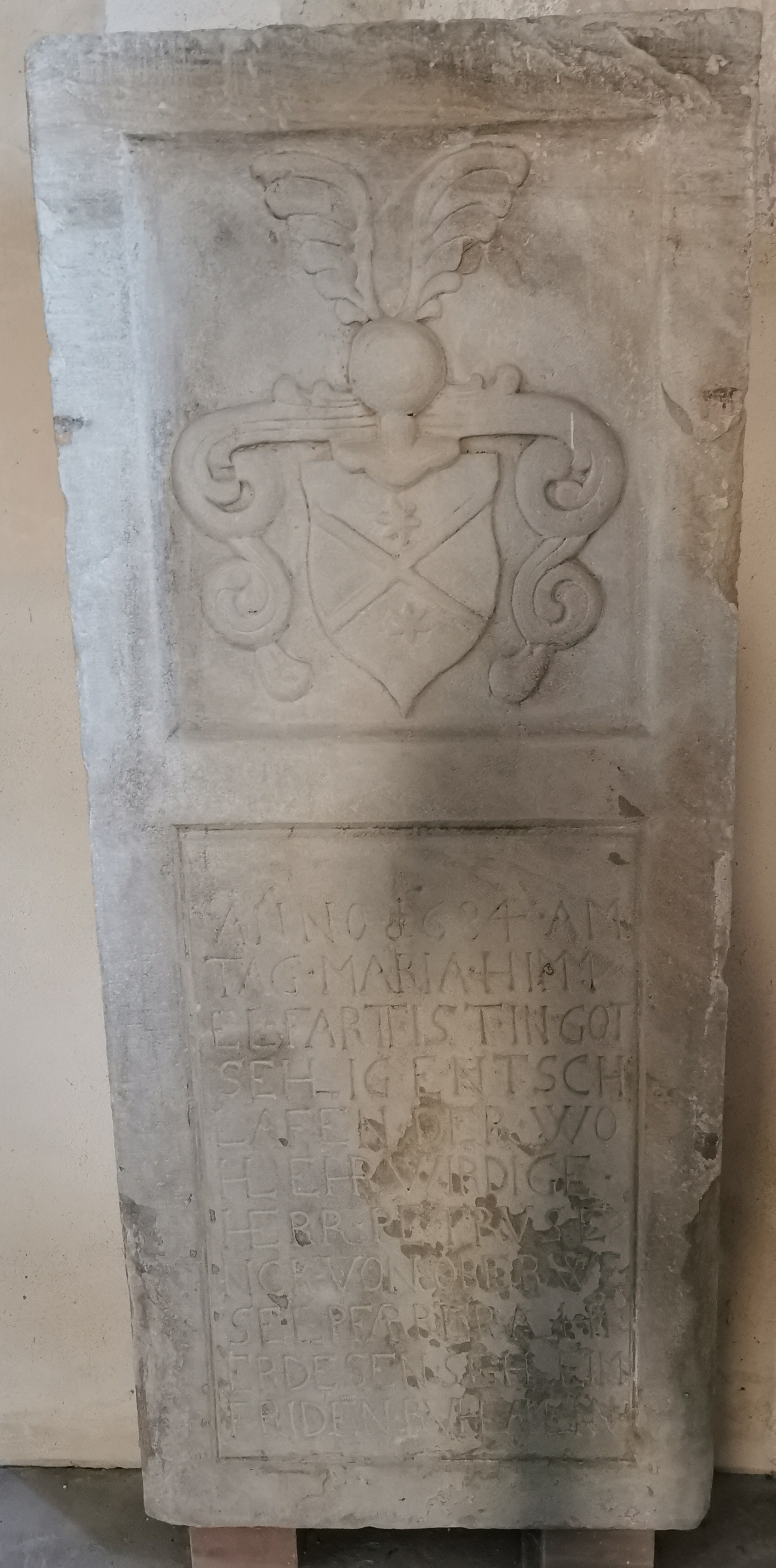
Epitaph des Pfarrers Peter Senck von Oberwesel († 1684)
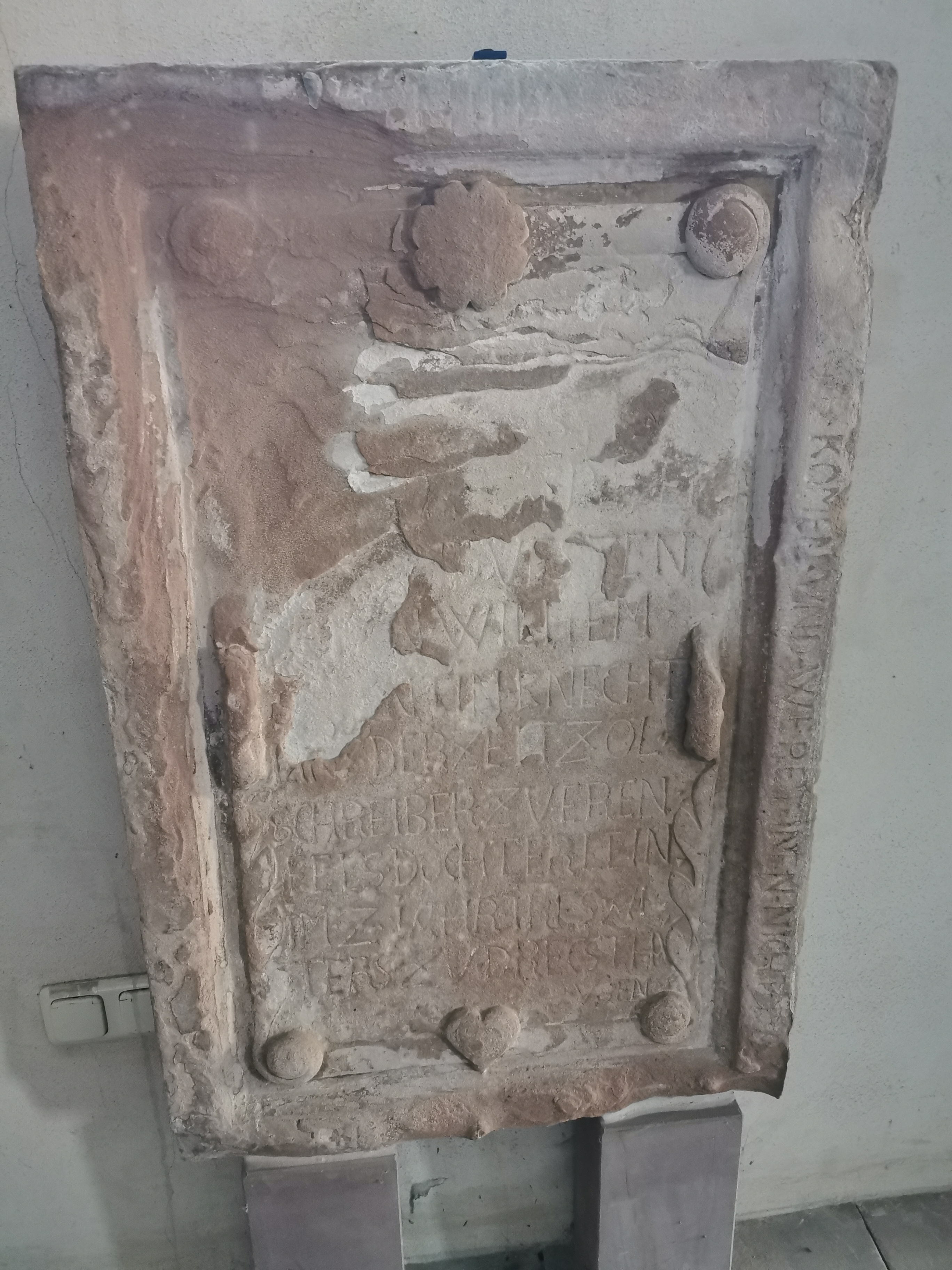
Epitaph einer Tochter des Wilhelm, Zollschreiber zu Ehrenfels
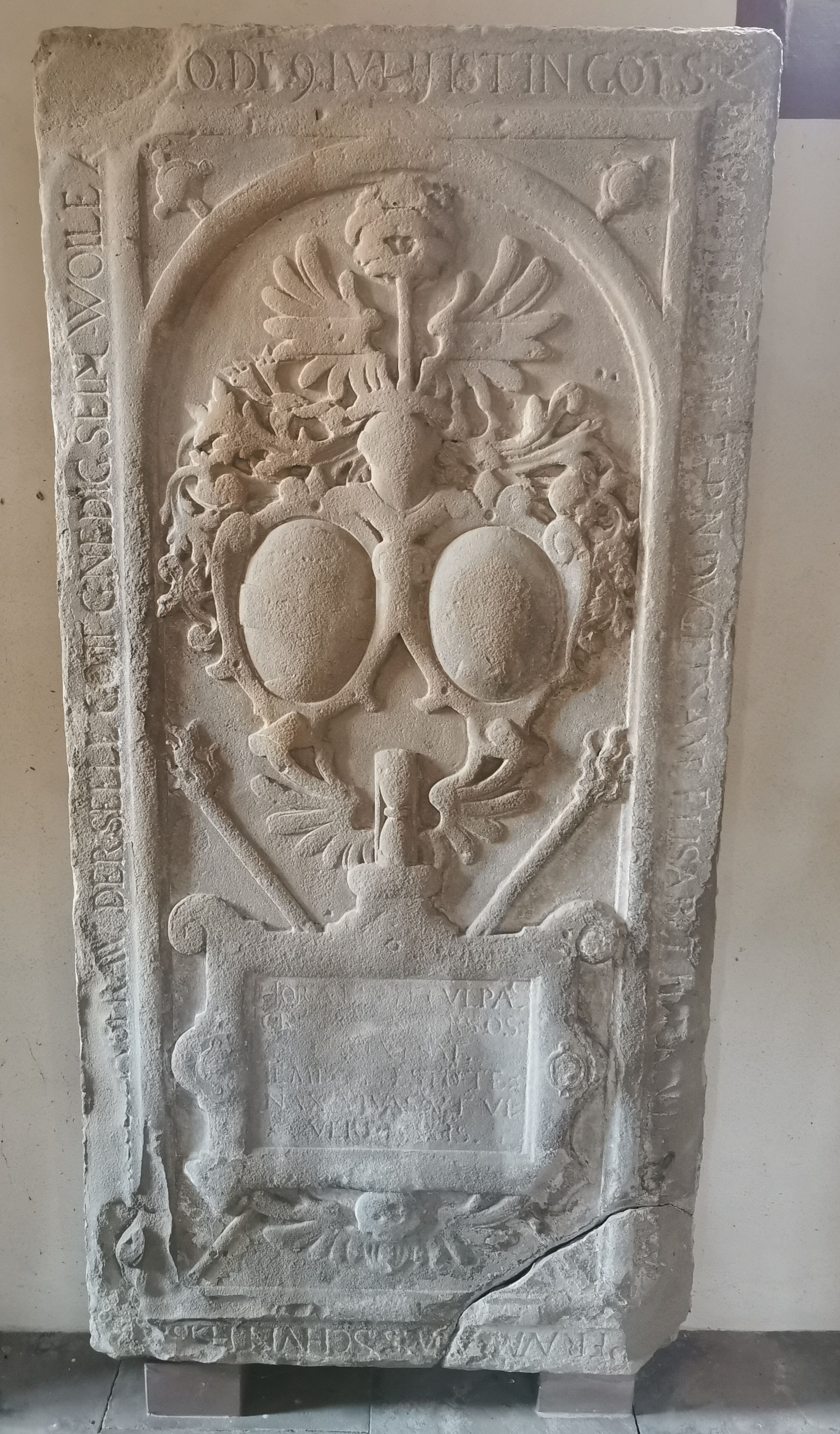
Epitaph der Elisabeth [wohl Frau des Schultheißen Pfraumbaum]
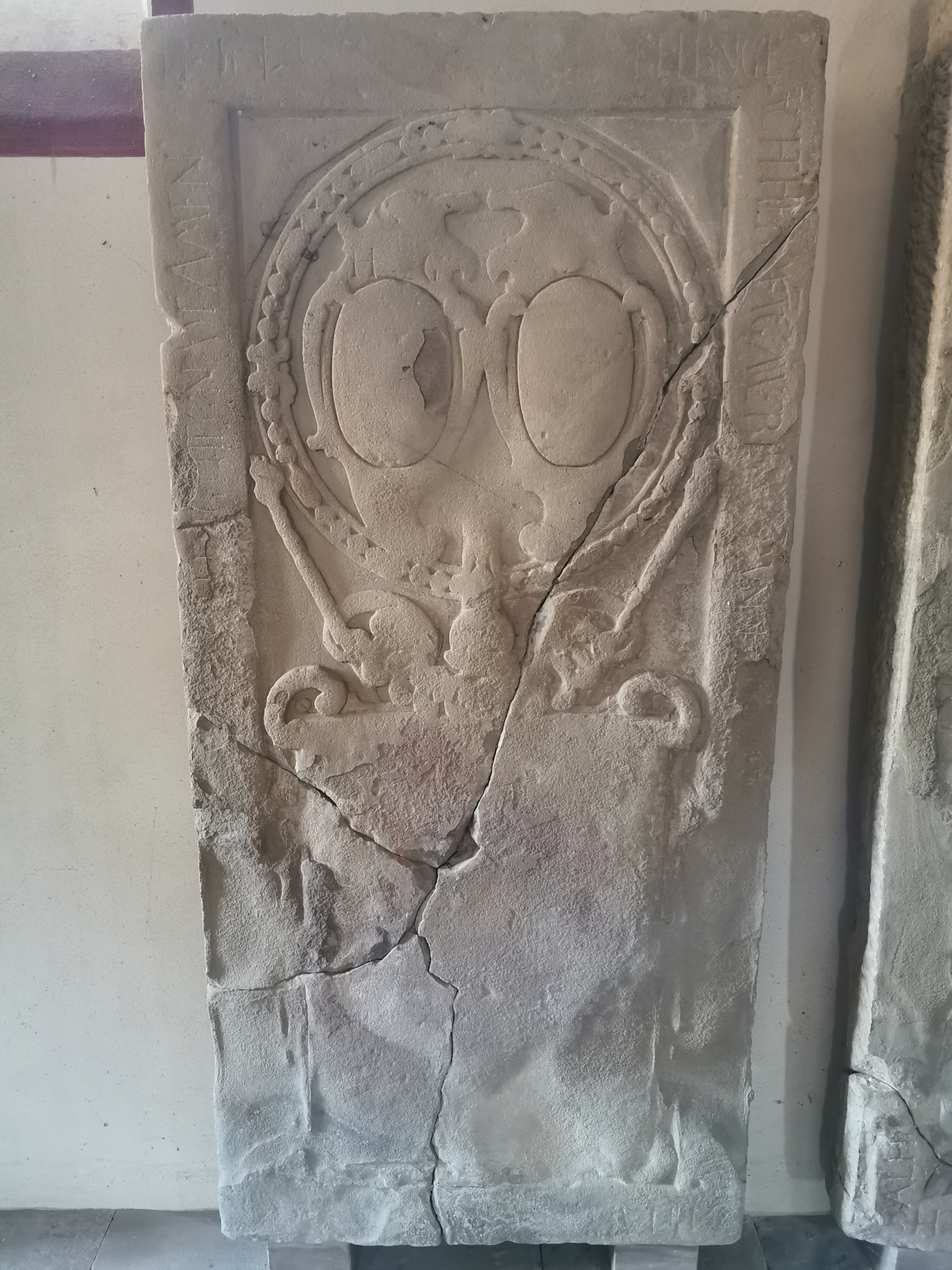
Epitaph einer unbekannten Person
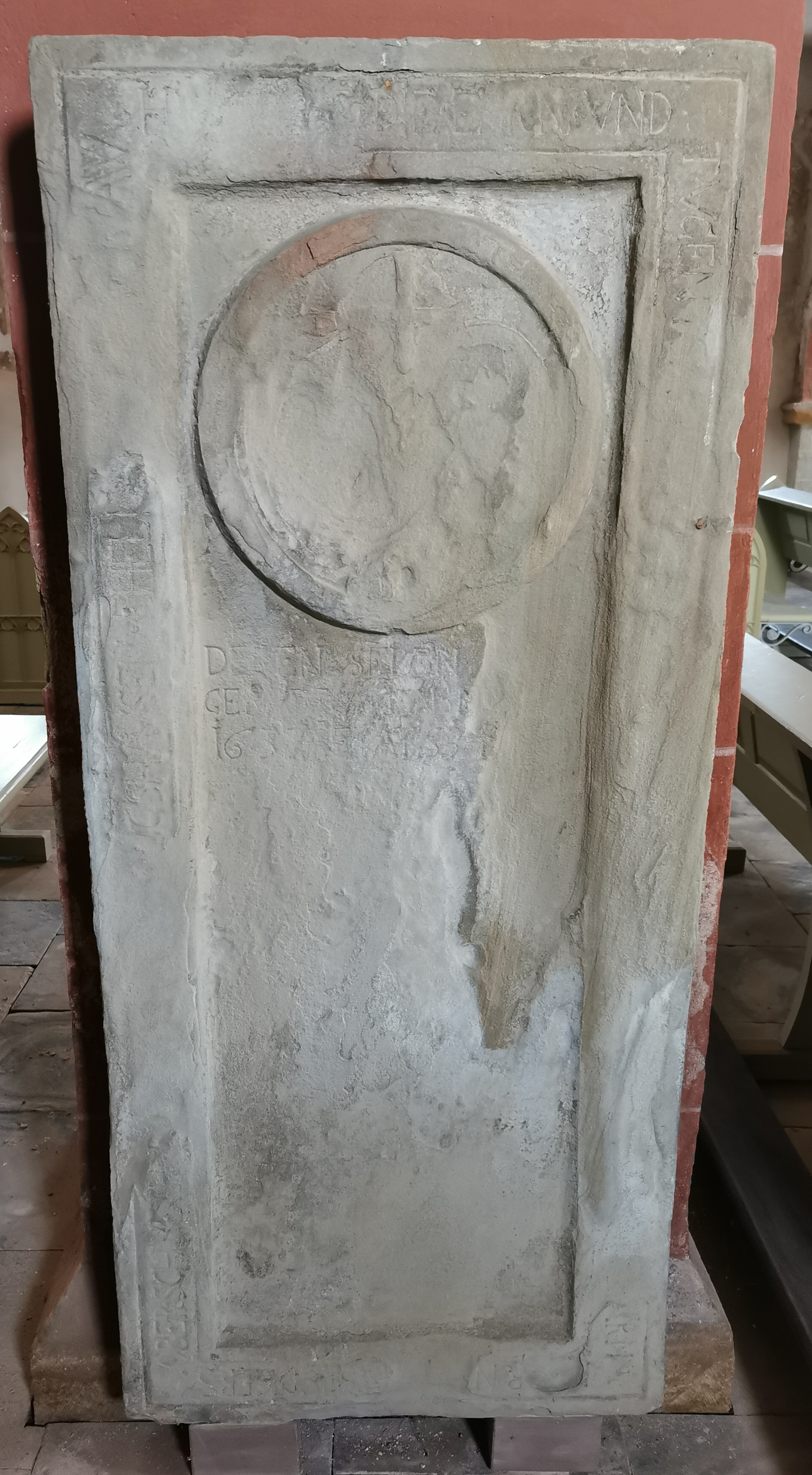
Epitaph einer unbekannten Person
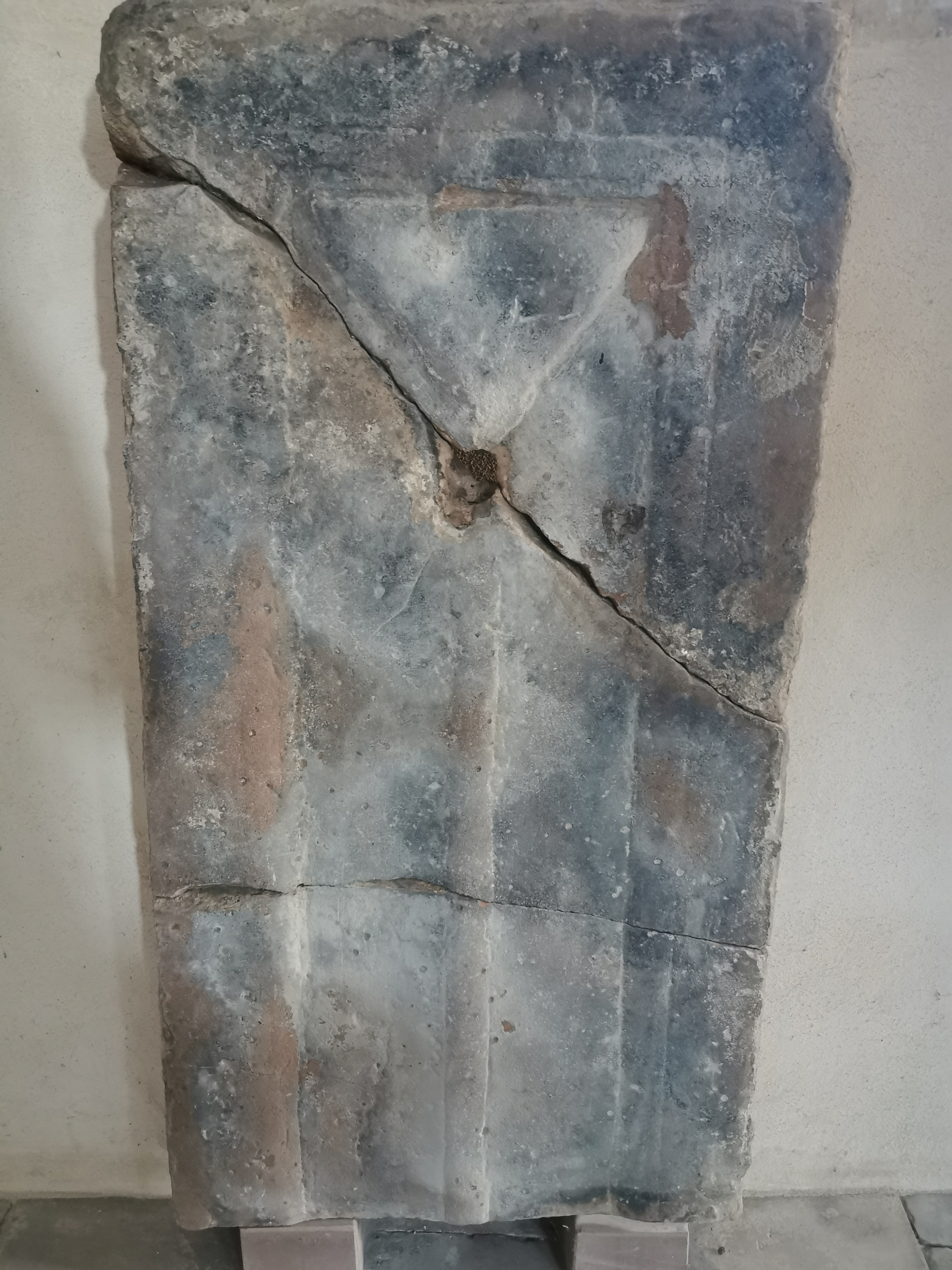
Epitaph mit nicht mehr erkennbarer Inschrift
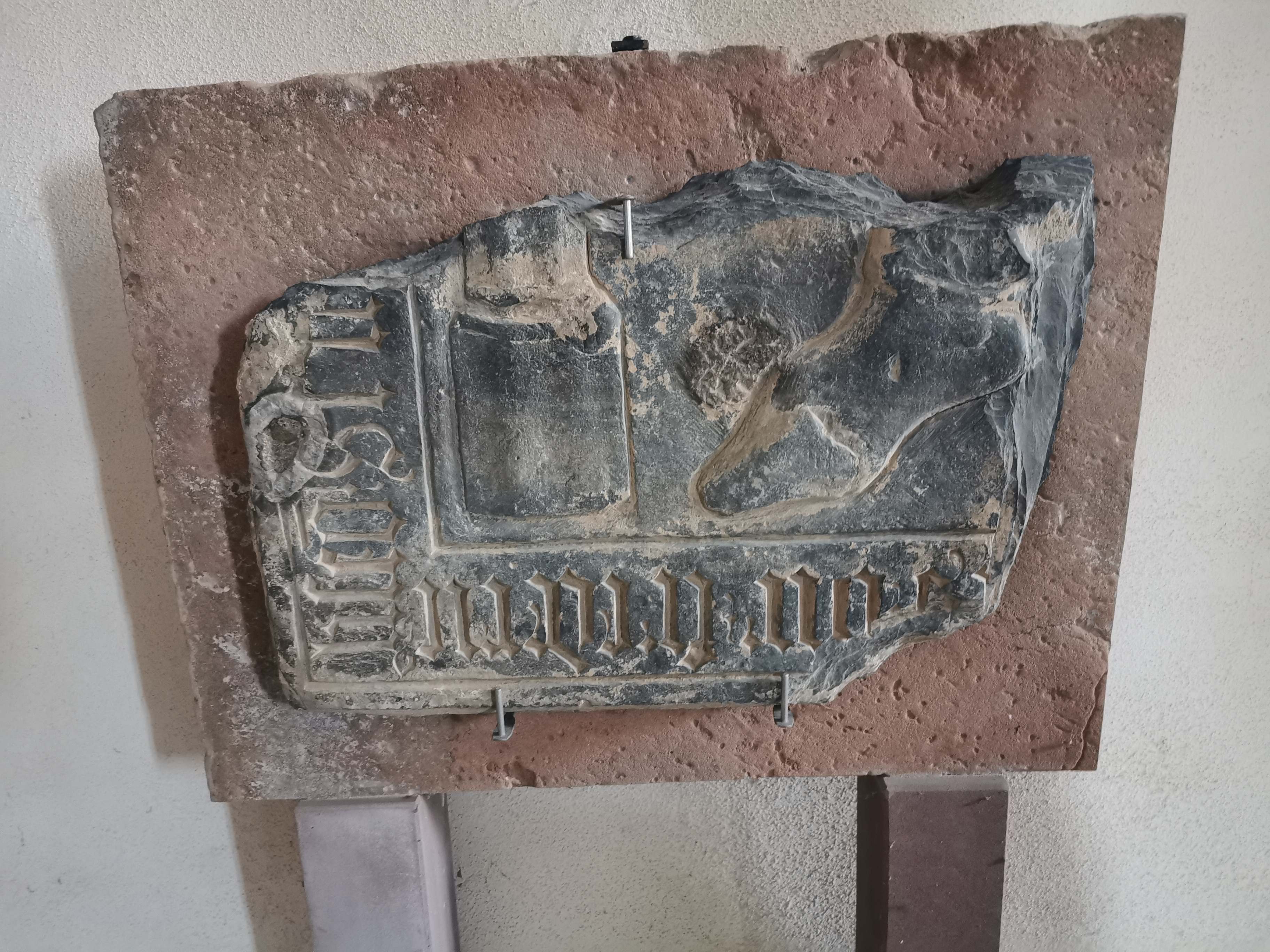
Bruchstück eines Epitaphs (15. Jahrhundert?)
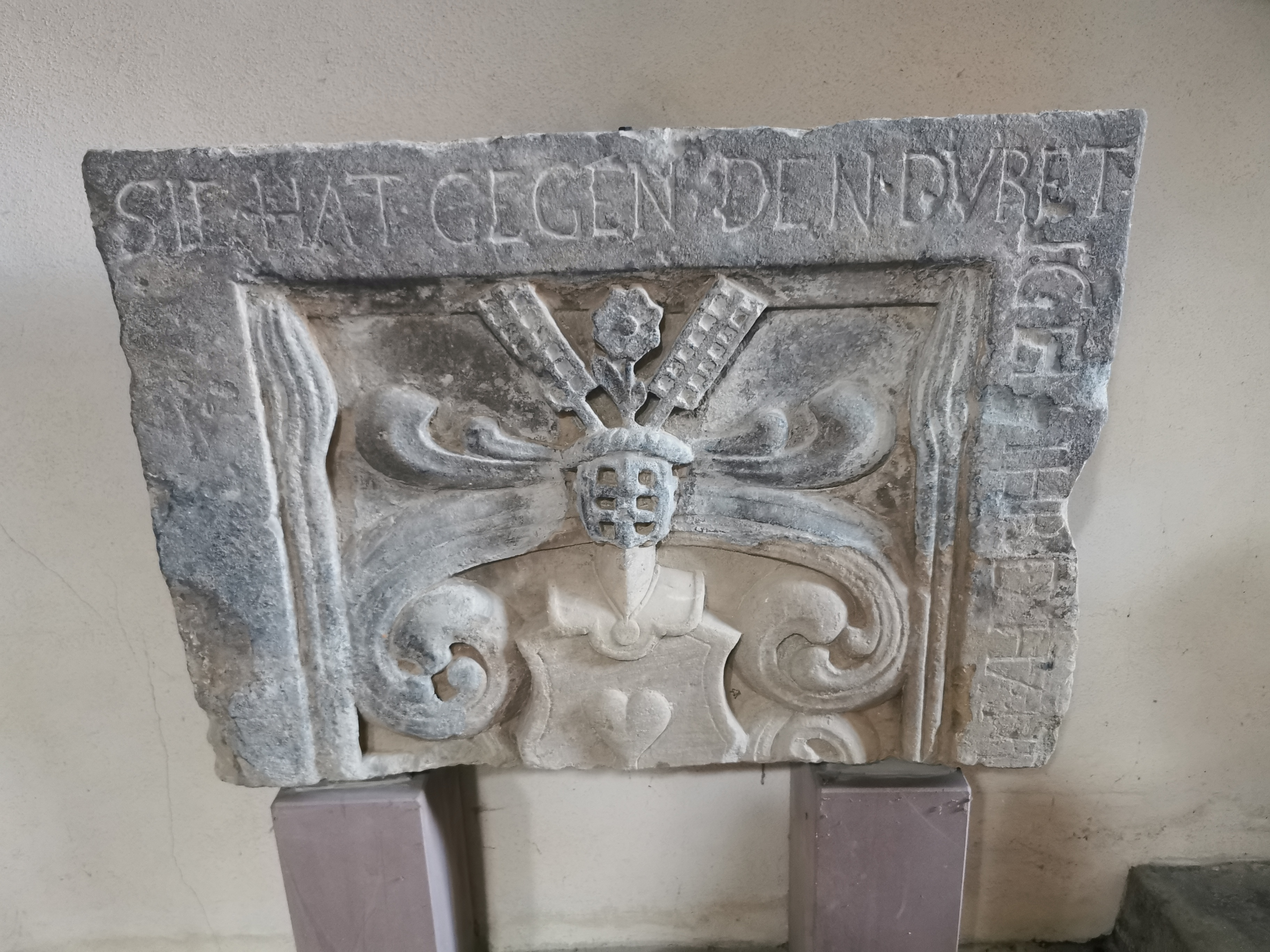
Bruchstück eines Epitaphs (17. Jahrhundert?)

## Friedhof
Der Friedhof wird noch heute von der Gemeinde Trechtingshausen genutzt und wurde in der Vergangenheit mehrmals erweitert. Er enthält unter anderem auch ältere, in die Friedhofsmauer eingefasste Grabsteine, darunter der des Johannes Pletz († 1567).

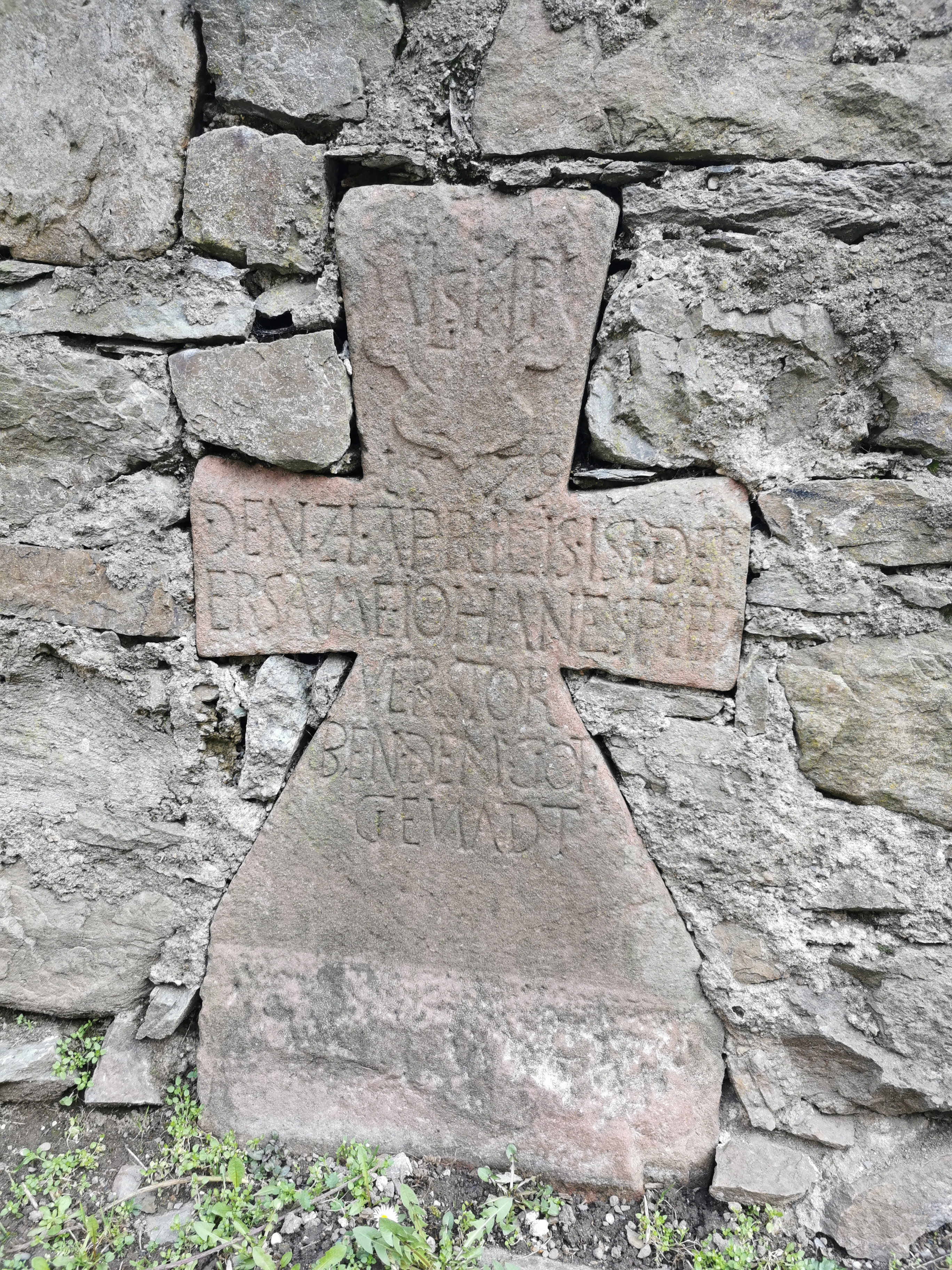
Grabstein des Johannes Pletz († 1567) in der Friedhofsmauer
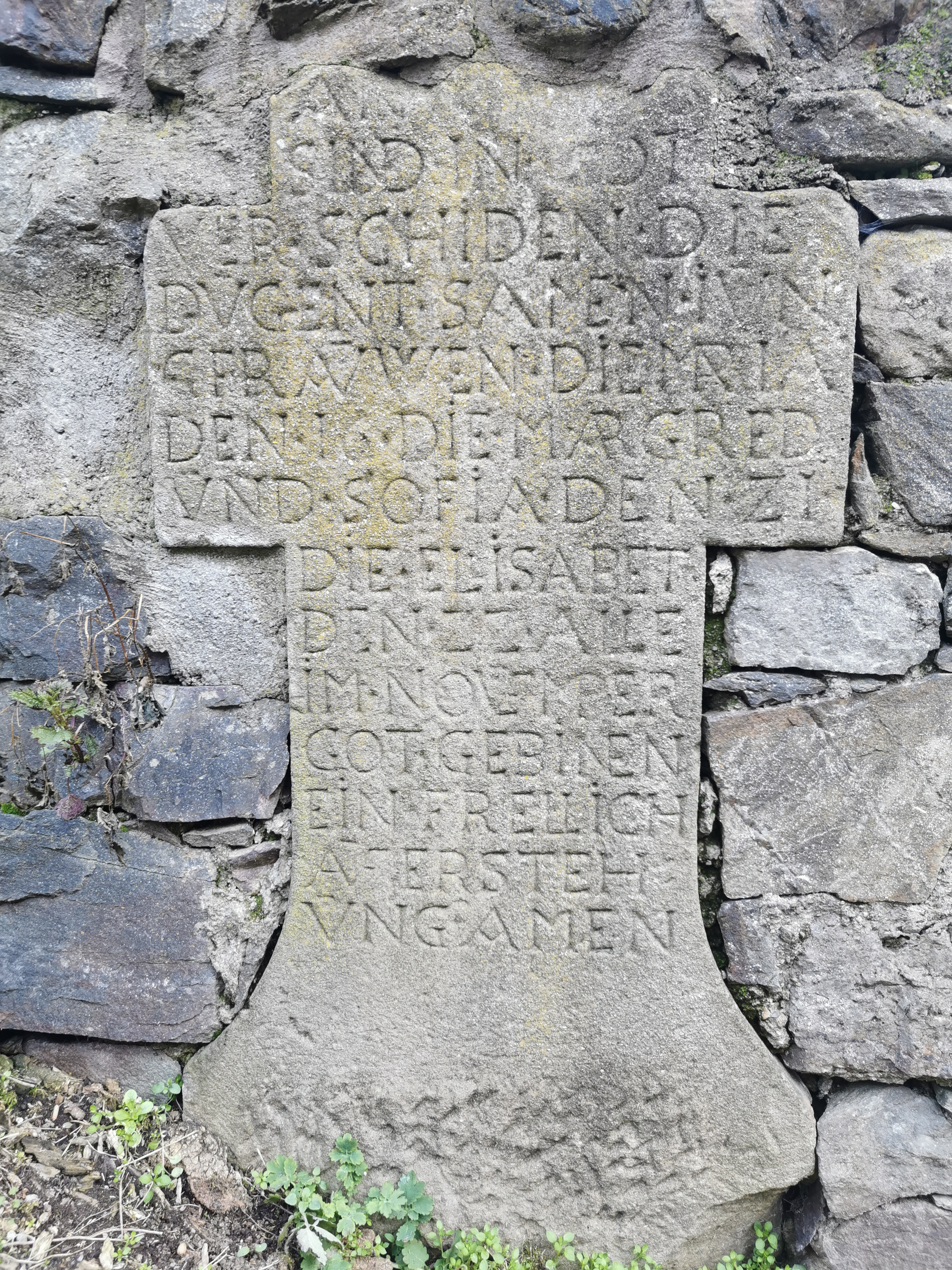
Grabstein von vier Frauen in der Friedhofsmauer
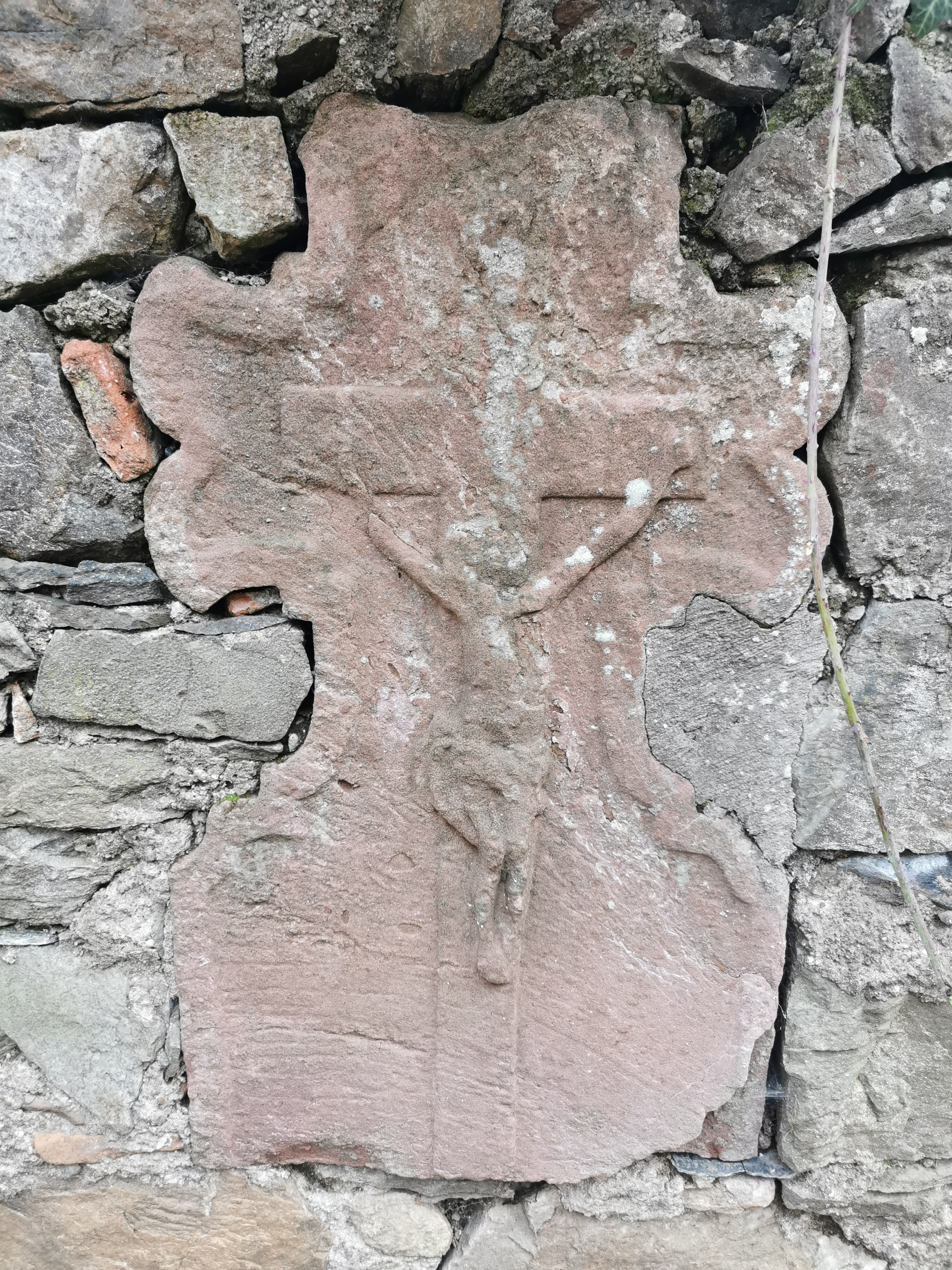
Grabstein in der Friedhofsmauer

## Michaelskapelle

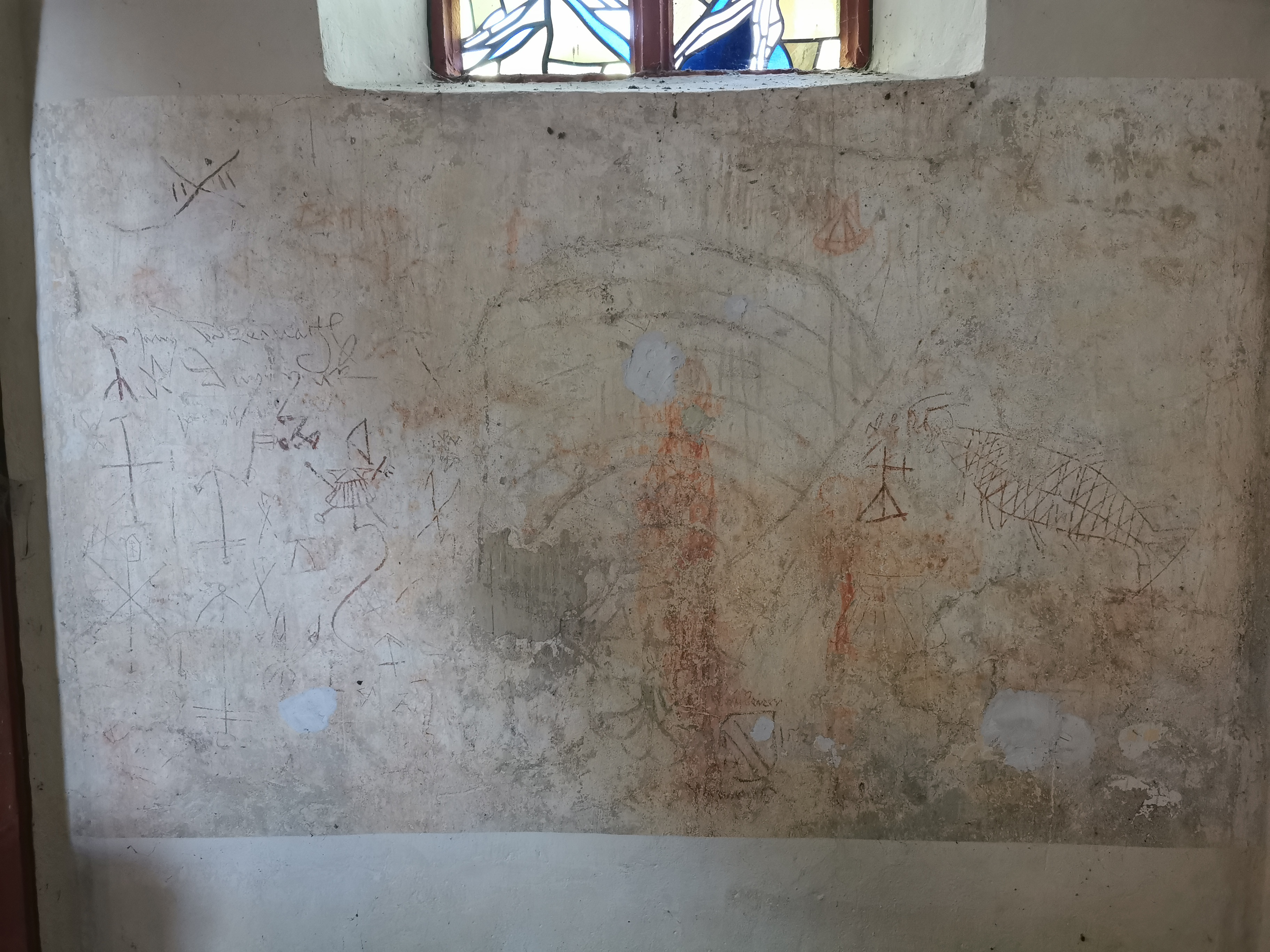
Historische Graffiti in der St. Michaelskapelle Trechtingshausen

Südlich der Clemenskapelle steht eine spätgotische Kapelle, die ins frühe 16. Jahrhundert datiert wird. Wahrscheinlich diente sie ursprünglich als Beinhaus. Am Außenbau im 19. Jahrhundert stark überformt, hat sich im Inneren das zweijochige Kreuzrippengewölbe erhalten. Schwer zu deutende graffitiartige Wandmalereien aus der Erbauungszeit überzogen ursprünglich sämtliche Wände des Innenraums, von denen heute nur ein kleiner Teil an der Nordwand freigelegt ist. Es finden sich hier unter anderem Darstellungen von Hauszeichen, Kreuzen, Ankern, einem Fisch sowie eine Abbildung eines Wappens mit Schrägbalken und einem Stern als Beizeichen unten links.